# Yakovlev Yak-4
Le Yakovlev Yak-4 (aussi connu sous la désignation BB-22) fut un bombardier léger soviétique de la Seconde Guerre mondiale dérivé du Yak-2.
Il utilisait des moteurs plus puissants que son prédécesseur. Il fut un avion rapide et présentant une silhouette agréable, mais fut toutefois trop vulnérable pendant les attaques au sol. Les quelques exemplaires construits (90) furent utilisés pour des missions de nuit et des reconnaissances à haute altitude.